# Madonna col Bambino tra i santi Giovannino e Barbara
La Madonna col Bambino tra i santi Giovannino e Barbara è un dipinto olio su tavola di Daniele Ricciarelli da Volterra e datato 1548.

## Storia e descrizione
Secondo l'Elogio di Benedetto Falconcini, il dipinto si trovava in casa dei suoi discendenti del Ricciarelli a Volterra nel 1772, passò insieme a Elia nel deserto in eredità ai conti Pannocchieschi d’Elci. Sottoposto al vincolo all'esportazione dal 1979, è stato l’ultimo dipinto di Daniele da Volterra in collezione privata. La Galleria degli Uffizi lo ha acquisito nel settembre 2019.